# Sklad Mitja Čuk
Sklad Mitja Čuk je slovensko društvo za socialno promocijo s sedežem na Opčinah nad Trstom, ki je nastalo leta 1979. Društvo pomaga otrokom, mladostnikom in odraslim z začasnimi ali trajnimi motnjami telesne, duševne, družinske, družbene, šolske ali vedenjske narave. Ob ustanovitvi so ga poimenovali po Mitji Čuku, otroku s posebnimi potrebami, ki je še zelo mlad umrl za posledicami prometne nesreče.
Delovnje se je začelo najprej s finančnim podpiranjem strokovnih spremljevalcev slovenskih otrok s posebnimi potrebami v osnovnih šolah, zimovanj za revnejše družine in podpornega pouka iz šolskih predmetov. Leta 1984 so organizirali prvi poletni center. Leta 1988 je Sklad Mitja Čuk ustanovil na openskem sedežu VZS – Vzgojno zaposlitveno središče za osebe s posebnimi potrebami, ki je bila povsem nova storitev v slovenskem jeziku v Italiji.
Leta 1996 je Sklad Mitja Čuk prejel Černetovo nagrado.
Leta 2001 so obnovili stavbo na Opčinah na Proseški ulici 131, kjer ima odtlej sedež Sklad Mitja Čuk.
Od leta 2004 so poimenovali umetnostno galerijo v pritličju openskega sedeža po Milku Bambiču, velikemu podporniku društva. V tem prostoru razstavljajo priznani umetniki in je umetnost prilagojena tudi manj sposobnim osebam, pod geslom, da morata kultura in umetnost biti dostopna vsem.
Leta 2011 so zaključili dela na Repentabrski ulici št. 66, kjer je nastalo večje večnamensko središče, ki nudi tudi zatočišče prosilcem za azil.
Društvo nudi osebam s posebnimi potrebami in njihovim bližnjim razne tečaje, svetovalnico za vzgojo, razvoj in družino, prireja strokovna srečanja, poletna središča, obšolske dejavnosti in pomoč pri študiju. V okviru društva delujeta tudi gledališka in športna skupina.